# Stanley Cup playoff 2010
I playoff della Stanley Cup 2010 del campionato NHL 2009-2010 hanno avuto inizio il 14 aprile 2010. Le sedici squadre qualificate per i playoff, otto da ciascuna Conference, hanno giocato una serie di partite al meglio di sette per i quarti di finale, semifinali e finali di Conference. I vincitori delle due Conference hanno disputato una serie di partite al meglio di sette per la conquista della Stanley Cup. I campioni di ciascuna Division conservarono il proprio ranking per l'intera durata dei playoff, mentre le altre squadre furono ricollocate nella graduatoria dopo ciascun turno.
In occasione dei playoff 2009-10 accadde un fatto raro negli sport professionistici, infatti i Philadelphia Flyers riuscirono a ribaltare uno svantaggio di tre partite nei confronti dei Boston Bruins, mentre in Gara-7 dopo essere arrivati ad uno svantaggio di tre reti a zero riuscirono ad imporsi con il punteggio di 4-3.

## Squadre partecipanti

### Eastern Conference
1. Washington Capitals – vincitori della Southeast Division, della stagione regolare nella Eastern Conference e del Presidents' Trophy 121 punti
2. New Jersey Devils – vincitori della Atlantic Division, 103 punti
3. Buffalo Sabres – vincitori della Northeast Division, 100 punti
4. Pittsburgh Penguins – 101 punti
5. Ottawa Senators – 94 punti
6. Boston Bruins – 91 punti
7. Philadelphia Flyers – 88 punti
8. Montreal Canadiens – 88 punti

### Western Conference
1. San Jose Sharks – vincitori della Pacific Division, della stagione regolare nella Western Conference, 113 punti
2. Chicago Blackhawks – vincitori della Central Division, 112 punti
3. Vancouver Canucks – vincitori della Northwest Division, 103 punti
4. Phoenix Coyotes – 107 punti
5. Detroit Red Wings – 102 punti
6. Los Angeles Kings – 101 punti
7. Nashville Predators – 100 punti
8. Colorado Avalanche – 95 punti

### Tabellone
In ciascun turno la squadra con il ranking più alto si sfidò con quella dal posizionamento più basso, usufruendo anche del vantaggio del fattore campo. Nella finale di Stanley Cup il fattore campo fu determinato dai punti ottenuti in stagione regolare dalle due squadre. Ciascuna serie, al meglio delle sette gare, seguì il formato 2–2–1–1–1: la squadra migliore in stagione regolare avrebbe disputato in casa Gara-1 e 2, (se necessario anche Gara-5 e 7), mentre quella posizionata peggio avrebbe giocato nel proprio palazzetto Gara-3 e 4 (se necessario anche Gara-6). Il tabellone dei playoff fu mostrato l'11 aprile 2010.
|  | Quarti di finale Conference | Quarti di finale Conference                      | Quarti di finale Conference |   |                   | Semifinali Conference | Semifinali Conference | Semifinali Conference |                    |                    | Finali Conference   | Finali Conference  | Finali Conference  |  |  | Finale Stanley Cup | Finale Stanley Cup | Finale Stanley Cup |
|  |                             |                                                  |                             |   |                   |                       |                       |                       |                    |                    |                     |                    |                    |  |  |                    |                    |                    |
|  | 1                           | Washington Capitals                              | 3                           |   |                   | 4                     | Pittsburgh Penguins   | 3                     |                    |                    |                     |                    |                    |  |  |                    |                    |                    |
|  | 8                           | Montreal Canadiens                               | 4                           |   |                   | 8                     | Montreal Canadiens    | 4                     |                    |                    |                     |                    |                    |  |  |                    |                    |                    |
|  |                             |                                                  |                             |   |                   |                       |                       |                       |                    |                    |                     |                    |                    |  |  |                    |                    |                    |
|  | 2                           | New Jersey Devils                                | 1                           |   |                   |                       |                       |                       | Eastern Conference | Eastern Conference | Eastern Conference  | Eastern Conference | Eastern Conference |  |  |                    |                    |                    |
|  | 2                           | New Jersey Devils                                | 1                           |   |                   |                       |                       |                       | Eastern Conference | Eastern Conference | Eastern Conference  | Eastern Conference | Eastern Conference |  |  |                    |                    |                    |
|  | 7                           | Philadelphia Flyers                              | 4                           |   |                   |                       |                       |                       |                    |                    |                     |                    |                    |  |  |                    |                    |                    |
|  | 7                           | Philadelphia Flyers                              | 4                           |   |                   |                       |                       |                       |                    | 8                  | Montreal Canadiens  | 1                  |                    |  |  |                    |                    |                    |
|  |                             |                                                  |                             |   |                   |                       |                       |                       |                    | 8                  | Montreal Canadiens  | 1                  |                    |  |  |                    |                    |                    |
|  |                             | 7                                                | Philadelphia Flyers         | 4 |                   |                       |                       |                       |                    |                    |                     |                    |                    |  |  |                    |                    |                    |
|  | 3                           | 7                                                | Philadelphia Flyers         | 4 | Buffalo Sabres    | 2                     |                       |                       |                    |                    |                     |                    |                    |  |  |                    |                    |                    |
|  | 3                           |                                                  |                             |   | Buffalo Sabres    | 2                     |                       |                       |                    |                    |                     |                    |                    |  |  |                    |                    |                    |
|  | 6                           | Boston Bruins                                    | 4                           |   |                   |                       |                       |                       |                    |                    |                     |                    |                    |  |  |                    |                    |                    |
|  | 6                           | Boston Bruins                                    | 4                           |   |                   |                       |                       |                       |                    |                    |                     |                    |                    |  |  |                    |                    |                    |
|  |                             |                                                  |                             |   |                   |                       |                       |                       |                    |                    |                     |                    |                    |  |  |                    |                    |                    |
|  |                             |                                                  |                             |   |                   |                       |                       |                       |                    |                    |                     |                    |                    |  |  |                    |                    |                    |
|  | 4                           | Pittsburgh Penguins                              | 4                           |   | 6                 | Boston Bruins         | 3                     |                       |                    |                    |                     |                    |                    |  |  |                    |                    |                    |
|  | 4                           | Pittsburgh Penguins                              | 4                           |   | 6                 | Boston Bruins         | 3                     |                       |                    |                    |                     |                    |                    |  |  |                    |                    |                    |
|  | 5                           | Ottawa Senators                                  | 2                           |   |                   | 7                     | Philadelphia Flyers   | 4                     |                    |                    |                     |                    |                    |  |  |                    |                    |                    |
|  | 5                           | Ottawa Senators                                  | 2                           |   |                   |                       |                       |                       |                    | 7                  | Philadelphia Flyers | 2                  |                    |  |  |                    |                    |                    |
|  |                             | (Accoppiamenti ristabiliti dopo il primo turno.) |                             |   |                   |                       |                       |                       |                    | 7                  | Philadelphia Flyers | 2                  |                    |  |  |                    |                    |                    |
|  |                             | 2                                                | Chicago Blackhawks          | 4 |                   |                       |                       |                       |                    |                    |                     |                    |                    |  |  |                    |                    |                    |
|  | 1                           | 2                                                | Chicago Blackhawks          | 4 | San Jose Sharks   | 4                     |                       |                       | 1                  | San Jose Sharks    | 4                   |                    |                    |  |  |                    |                    |                    |
|  | 1                           |                                                  |                             |   | San Jose Sharks   | 4                     |                       |                       | 1                  | San Jose Sharks    | 4                   |                    |                    |  |  |                    |                    |                    |
|  | 8                           | Colorado Avalanche                               | 2                           |   |                   | 5                     | Detroit Red Wings     | 1                     |                    |                    |                     |                    |                    |  |  |                    |                    |                    |
|  | 8                           | Colorado Avalanche                               | 2                           |   |                   | 5                     | Detroit Red Wings     | 1                     |                    |                    |                     |                    |                    |  |  |                    |                    |                    |
|  |                             |                                                  |                             |   |                   |                       |                       |                       |                    |                    |                     |                    |                    |  |  |                    |                    |                    |
|  | 2                           | Chicago Blackhawks                               | 4                           |   |                   |                       |                       |                       |                    |                    |                     |                    |                    |  |  |                    |                    |                    |
|  | 2                           | Chicago Blackhawks                               | 4                           |   |                   |                       |                       |                       |                    |                    |                     |                    |                    |  |  |                    |                    |                    |
|  | 7                           | Nashville Predators                              | 2                           |   |                   |                       |                       |                       |                    |                    |                     |                    |                    |  |  |                    |                    |                    |
|  | 7                           | Nashville Predators                              | 2                           |   |                   |                       |                       |                       | 1                  | San Jose Sharks    | 0                   |                    |                    |  |  |                    |                    |                    |
|  |                             |                                                  |                             |   |                   |                       |                       |                       | 1                  | San Jose Sharks    | 0                   |                    |                    |  |  |                    |                    |                    |
|  |                             | 2                                                | Chicago Blackhawks          | 4 |                   |                       |                       |                       |                    |                    |                     |                    |                    |  |  |                    |                    |                    |
|  | 3                           | 2                                                | Chicago Blackhawks          | 4 | Vancouver Canucks | 4                     |                       |                       |                    |                    |                     |                    |                    |  |  |                    |                    |                    |
|  | 3                           |                                                  |                             |   | Vancouver Canucks | 4                     |                       |                       |                    |                    |                     |                    |                    |  |  |                    |                    |                    |
|  | 6                           | Los Angeles Kings                                | 2                           |   |                   |                       |                       |                       |                    |                    | Western Conference  | Western Conference | Western Conference |  |  |                    |                    |                    |
|  | 6                           | Los Angeles Kings                                | 2                           |   |                   |                       |                       |                       |                    |                    | Western Conference  | Western Conference | Western Conference |  |  |                    |                    |                    |
|  |                             |                                                  |                             |   |                   |                       |                       |                       |                    |                    |                     |                    |                    |  |  |                    |                    |                    |
|  | 4                           | Phoenix Coyotes                                  | 3                           |   | 2                 | Chicago Blackhawks    | 4                     |                       |                    |                    |                     |                    |                    |  |  |                    |                    |                    |
|  | 4                           | Phoenix Coyotes                                  | 3                           |   | 2                 | Chicago Blackhawks    | 4                     |                       |                    |                    |                     |                    |                    |  |  |                    |                    |                    |
|  | 5                           | Detroit Red Wings                                | 4                           |   |                   | 3                     | Vancouver Canucks     | 2                     |                    |                    |                     |                    |                    |  |  |                    |                    |                    |

## Eastern Conference

### Quarti di finale di Conference

#### Washington - Montreal
| Arbitri: | Brad Watson Brad Meier |

|                                             |           |                             |
| Cammalleri 12:36 Gomez 47:34 Plekanec 73:19 | Marcatori | 15:33 Corvo 40:47 Bäckström |

| Arbitri: | Dan O'Halloran Brian Pochmara |

|                                                        |           |                                                                    |
| Gionta 01:00 Kascicyn 07:58 31:06 37:44 Plekanec 54:54 | Marcatori | 10:21 Fehr 38:23 49:47 60:31 Bäckström 42:56 Ovečkin 58:39 Carlson |

| Arbitri: | Kevin Pollock Kelly Sutherland |

|                                                                 |           |                |
| Gordon 21:06 Laich 24:42 Fehr 28:33 Ovečkin 33:50 Bradley 59:15 | Marcatori | 42:25 Plekanec |

| Arbitri: | Dan O'Rourke Tim Peel |

|                                                                      |           |                                           |
| Ovečkin 08:10 51:09 Knuble 39:53 57:33 Chimera 52:01 Bäckström 59:49 | Marcatori | 09:12 Cammalleri 35:42 Gionta 58:42 Moore |

| Arbitri: | Dennis LaRue Chris Rooney |

|                             |           |               |
| Cammalleri 01:30 Moen 07:01 | Marcatori | 23:52 Ovečkin |

| Arbitri: | Tim Peel Dan O'Rourke |

|            |           |                                                      |
| Fehr 55:10 | Marcatori | 07:30 09:09 Cammalleri 44:17 Lapierre 59:03 Plekanec |

| Arbitri: | Dan O'Halloran Brad Watson |

|                            |           |             |
| Bergeron 19:30 Moore 56:24 | Marcatori | 57:44 Laich |

#### New Jersey - Philadelphia
| Arbitri: | Stephen Walkom Wes McCauley |

|                              |           |             |
| Pronger 09:25 Richards 16:27 | Marcatori | 57:17 Zajac |

| Arbitri: | Eric Furlatt Mike Leggo |

|                                            |           |                                                                    |
| Gionta 01:00 Kascicyn 07:58 Plekanec 54:54 | Marcatori | 02:45 Parise 23:44 White 33:25 Greene 55:56 Zubrus 59:27 Koval'čuk |

| Arbitri: | Brad Meier Brad Watson |

|                     |           |                                            |
| Rolston 07:15 36:38 | Marcatori | 08:49 Giroux 21:15 Richards 63:35 Carcillo |

| Arbitri: | Dennis LaRue Chris Rooney |

|                 |           |                                                |
| Koval'čuk 12:24 | Marcatori | 29:28 59:28 Carter 37:27 Brière 44:10 Carcillo |

| Arbitri: | Marc Joannette Chris Lee |

|                                 |           |  |
| Brière 03:16 Giroux 31:48 33:47 | Marcatori |  |

#### Buffalo - Boston
| Arbitri: | Dan O'Halloran Brian Pochmara |

|              |           |                         |
| Recchi 29:30 | Marcatori | 04:52 Vanek 34:10 Rivet |

| Arbitri: | Paul Devorski Steve Kozari |

|                                                   |           |                                          |
| Gionta 22:35 45:23 Chára 29:54 47:23 Recchi 59:40 | Marcatori | 02:55 Myers 12:00 Ellis 36:41 Pominville |

| Arbitri: | Marc Joannette Chris Lee |

|             |           |                              |
| Grier 06:57 | Marcatori | 15:17 Wideman 52:57 Bergeron |

| Arbitri: | Kevin Pollock Kelly Sutherland |

|                              |           |                                         |
| Kennedy 02:12 Montador 26:59 | Marcatori | 42:07 Krejci 46:40 Bergeron 87:41 Šatan |

| Arbitri: | Dan O'Rourke Tim Peel |

|               |           |                                                     |
| Boychuk 57:30 | Marcatori | 01:54 Mair 18:54 Pominville 29:22 Grier 58:17 Ennis |

| Arbitri: | Stephen Walkom Eric Furlatt |

|                                      |           |                                             |
| Kaleta 26:34 Gerbe 26:59 Vanek 58:47 | Marcatori | 13:39 47:18 Krejci 21:01 Recchi 54:49 Šatan |

#### Pittsburgh - Ottawa
| Arbitri: | Paul Devorski Steve Kozari |

|                                                               |           |                                                |
| Regin 08:45 Neil 14:08 Kelly 21:20 Karlsson 33:14 Ruutu 49:40 | Marcatori | 03:03 30:22 Malkin 45:16 Adams 57:36 Goligoski |

| Arbitri: | Bill McCreary Ian Walsh |

|             |           |                           |
| Regin 00:18 | Marcatori | 08:45 Crosby 55:48 Letang |

| Arbitri: | Mike Leggo Eric Furlatt |

|                                                             |           |                           |
| Ponіkarovs'kij 01:17 Malkin 25:57 Crosby 39:15 Guerin 44:27 | Marcatori | 21:53 Fisher 52:58 Cullen |

| Arbitri: | Brad Meier Brad Watson |

|                                                                                   |           |                                                       |
| Malkin 11:50 Crosby 23:47 26:12 Cooke 23:59 Talbot 32:38 Kunitz 38:11 Staal 52:57 | Marcatori | 27:06 Neil 30:59 Alfredsson 33:19 Cullen 47:37 Spezza |

| Arbitri: | Dan O'Halloran Brian Pochmara |

|                                                    |           |                                        |
| Fisher 10:25 Ruutu 11:33 Regin 50:24 Carkner 67:06 | Marcatori | 18:05 Letang 38:34 Kunitz 49:01 Crosby |

| Arbitri: | Wes MacCuley Stephen Walkom |

|                                             |           |                                          |
| Cooke 30:56 52:24 Guerin 47:03 Dupuis 69:56 | Marcatori | 05:19 Cullen 21:51 Neil 29:48 Alfredsson |

### Semifinali di Conference

#### Pittsburgh - Montreal
| Arbitri: | Chris Lee Bill McCreary |

|                                            |           |                                                                                |
| Subban 04:30 Cammalleri 35:27 Gionta 52:29 | Marcatori | 08:38 Gončar 13:27 Staal 22:34 Letang 38:36 Adams 42:59 Goligoski 59:11 Guerin |

| Arbitri: | Dan O'Halloran Tim Peel |

|                                     |           |             |
| Gionta 15:48 Cammalleri 27:29 57:06 | Marcatori | 04:38 Cooke |

| Arbitri: | Kevin Pollock Brad Watson |

|                           |           |  |
| Malkin 41:16 Dupuis 59:45 | Marcatori |  |

| Arbitri: | Paul Devorski Eric Furlatt |

|                           |           |                                         |
| Talbot 03:27 Kunitz 05:18 | Marcatori | 02:34 Pyatt 42:07 Lapierre 43:40 Gionta |

| Arbitri: | Kelly Sutherland Stephen Walkom |

|                  |           |                           |
| Cammalleri 59:29 | Marcatori | 18:18 Letang 29:50 Gončar |

| Arbitri: | Marc Joannette Dan O'Rourke |

|                                        |           |                                                    |
| Crosby 07:22 Letang 25:21 Guerin 58:36 | Marcatori | 01:13 30:45 Cammalleri 33:15 Špaček 51:03 Lapierre |

| Arbitri: | Dan O'Halloran Tim Peel |

|                                                            |           |                          |
| Gionta 00:32 50:00 Moore 14:23 Cammalleri 23:32 Moen 25:14 | Marcatori | 28:36 Kunitz 36:30 Staal |

#### Boston - Philadelphia
| Arbitri: | Marc Joannette Dan O'Rourke |

|                                                        |           |                                                                  |
| Parent 27:38 Pronger 35:48 Richards 52:37 Brière 56:38 | Marcatori | 02:39 Begin 12:54 Bergeron 31:43 Šatan 47:25 Krejci 73:52 Savard |

| Arbitri: | Chris Lee Bill McCreary |

|                             |           |                                       |
| Richards 17:06 Brière 39:35 | Marcatori | 05:12 Boychuk 29:31 Šatan 57:03 Lučić |

| Arbitri: | Kelly Sutherland Stephen Walkom |

|                                                       |           |             |
| Wheeler 04:11 Šatan 05:45 Recchi 58:08 Bergeron 59:45 | Marcatori | 02:32 Asham |

| Arbitri: | Kevin Pollock Brad Watson |

|                                            |           |                                                                 |
| Recchi 15:37 59:28 Ryder 30:56 Lučić 43:49 | Marcatori | 19:06 Brière 24:28 Pronger 28:35 Giroux 54:20 Leino 74:40 Gagne |

| Arbitri: | Eric Furlatt Paul Devorski |

|                                              |           |  |
| Leino 06:41 Hartnell 31:16 Gagne 37:53 46:48 | Marcatori |  |

| Arbitri: | Marc Joannette Dan O'Rourke |

|             |           |                             |
| Lučić 59:00 | Marcatori | 06:58 Richards 36:20 Brière |

| Arbitri: | Stephen Walkom Kelly Sutherland |

|                                                            |           |                               |
| van Riemsdyk 17:12 Hartnell 22:49 Brière 28:39 Gagne 52:52 | Marcatori | 05:27 Ryder 09:02 14:10 Lučić |

### Finale di Conference

#### Philadelphia - Montreal
| Arbitri: | Bill McCreary Dan O'Rourke |

|  |           |                                                                                      |
|  | Marcatori | 03:55 Coburn 20:30 van Riemsdyk 24:23 Brière 29:53 Gagne 52:13 Hartnell 53:26 Giroux |

| Arbitri: | Chris Lee Bill McCreary |

|  |           |                                      |
|  | Marcatori | 04:16 Brière 35:49 Gagne 50:24 Leino |

| Arbitri: | Paul Devorski Brad Watson |

|             |           |                                                                      |
| Gagne 58:22 | Marcatori | 07:05 Cammalleri 16:52 Pyatt 31:33 Moore 42:00 Gionta 59:29 Bergeron |

| Arbitri: | Stephen Walkom Kelly Sutherland |

|                                |           |  |
| Giroux 25:41 58:47 Leino 34:53 | Marcatori |  |

| Arbitri: | Bill McCreary Dan O'Rourke |

|                          |           |                                               |
| Gionta 00:59 Gomez 56:53 | Marcatori | 04:25 Richards 34:53 Asham 24:31 59:37 Carter |

## Western Conference

### Quarti di finale di Conference

#### San Jose - Colorado
| Arbitri: | Tim Peel Dan O'Rourke |

|                           |           |             |
| Liles 32:38 Stewart 59:10 | Marcatori | 47:59 Clowe |

| Arbitri: | Marc Joannette Chris Lee |

|                                                           |           |                                                                              |
| Cumiskey 01:10 Stewart 20:24 45:34 Hejduk 24:08 Yip 37:30 | Marcatori | 19:18 Malhotra 20:24 Blake 27:10 65:22 Setoguchi 39:45 Nichol 58:39 Pavelski |

| Arbitri: | Wes McCauley Stephen Walkom |

|  |           |                |
|  | Marcatori | 60:51 O'Reilly |

| Arbitri: | Dan O'Rourke Tim Peel |

|                            |           |               |
| Boyle 01:12 Pavelski 70:24 | Marcatori | 23:27 Stastny |

| Arbitri: | Paul Devorski Steve Kozari |

|  |           |                                                                 |
|  | Marcatori | 28:25 50:37 Couture 30:21 Pavelski 35:30 Helminen 53:24 Marleau |

| Arbitri: | Marc Joannette Chris Lee |

|                                                               |           |                        |
| Pavelski 00:47 49:02 Boyle 47:33 Setoguchi 59:08 Murray 59:29 | Marcatori | 26:14 Svatos 44:51 Yip |

#### Chicago - Nashville
| Arbitri: | Stephen Walkom Wes McCauley |

|                                              |           |            |
| Dumont 41:31 50:37 Smithson 59:12 Erat 59:46 | Marcatori | 29:43 Kane |

| Arbitri: | Dennis LaRue Chris Rooney |

|  |           |                          |
|  | Marcatori | 28:44 Bolland 44:18 Kane |

| Arbitri: | Dan O'Halloran Brian Pochmara |

|               |           |                                                 |
| Kopecký 17:35 | Marcatori | 13:00 Ward 24:00 Legwand 29:52 Weber 54:25 Erat |

| Arbitri: | Bill McCreary Ian Walsh |

|                               |           |  |
| Sharp 10:57 36:17 Toews 32:55 | Marcatori |  |

| Arbitri: | Kevin Pollock Kelly Sutherland |

|                                           |           |                                                                   |
| Legwand 06:23 Ward 37:31 Erat 41:34 51:39 | Marcatori | 09:57 Ladd 14:53 Hjalmarsson 36:24 Kopecký 59:46 Kane 64:07 Hossa |

| Arbitri: | Marc Joannette Chris Lee |

|                                                             |           |                                |
| Keith 06:38 Kane 09:54 Sharp 12:03 Toews 19:29 Madden 59:52 | Marcatori | 08:40 Weber 15:44 19:05 Arnott |

#### Vancouver - Los Angeles
| Arbitri: | Kelly Sutherland Kevin Pollock |

|                         |           |                                       |
| Stoll 20:54 Modin 33:06 | Marcatori | 23:09 68:52 Samuelsson 28:31 D. Sedin |

| Arbitri: | Dan O'Rourke Tim Peel |

|                                          |           |                                |
| Modin 30:58 Simmonds 31:33 Kopitar 67:28 | Marcatori | 07:33 Bernier 09:49 Samuelsson |

| Arbitri: | Paul Devorski Steve Kozari |

|                                               |           |                                                                |
| Raymond 02:09 Samuelsson 34:53 D. Sedin 44:18 | Marcatori | 11:00 Doughty 24:06 32:18 Handzuš 33:21 Richardson 49:21 Smyth |

| Arbitri: | Stephen Walkom Wes McCauley |

|                                                                                     |           |                                                        |
| Ehrhoff 23:36 Demitra 35:35 Samuelsson 47:29 Salo 52:16 H. Sedin 57:08 Kesler 59:43 | Marcatori | 13:26 Doughty 25:56 Brown 37:09 Kopitar 53:18 Simmonds |

| Arbitri: | Eric Furlatt Mike Leggo |

|                           |           |                                                                                     |
| Handzuš 14:24 Modin 45:02 | Marcatori | 08:50 59:50 Bernier 17:32 Edler 28:26 D. Sedin 33:31 46:31 Samuelsson 44:38 Demitra |

| Arbitri: | Dan O'Halloran Bill McCreary |

|                                                         |           |                            |
| Bernier 28:38 Bieksa 41:57 D. Sedin 57:57 Burrows 58:53 | Marcatori | 10:08 Frolov 35:57 Doughty |

#### Phoenix - Detroit
| Arbitri: | Marc Joannette Chris Lee |

|                                |           |                                        |
| Holmström 12:17 Lidström 16:27 | Marcatori | 14:13 Yandle 26:15 Wolski 42:19 Morris |

| Arbitri: | Dennis LaRue Chris Rooney |

|                                                                                 |           |                                                     |
| Zetterberg 26:27 53:54 59:12 Dacjuk 28:20 Filppula 30:25 57:54 Abdelkader 42:32 | Marcatori | 10:23 Yandle 27:05 Wolski 29:09 Lombardi 49:24 Doan |

| Arbitri: | Bill McCreary Ian Walsh |

|                                                      |           |                              |
| Lepisto 00:29 Wolski 39:38 Průcha 48:16 Vrbata 51:38 | Marcatori | 14:42 Filppula 49:59 Franzen |

| Arbitri: | Eric Furlatt Mike Leggo |

|  |           |                                              |
|  | Marcatori | 35:33 Bertuzzi 55:53 Dacjuk 56:18 Zetterberg |

| Arbitri: | Brad Meier Brad Watson |

|                                                            |           |                  |
| Miller 17:04 Holmström 51:09 Dacjuk 52:18 Zetterberg 59:04 | Marcatori | 29:45 Jovanovski |

| Arbitri: | Tim Peel Dan O'Rourke |

|                                                                        |           |                         |
| Korpikoski 04:10 Schneider 22:27 Vrbata 30:09 Wolski 34:01 Pyatt 55:25 | Marcatori | 22:51 Stuart 56:29 Helm |

| Arbitri: | Kelly Sutherland Kevin Pollock |

|                                                                     |           |               |
| Dacjuk 22:01 23:42 Lidström 33:52 52:14 Stuart 39:55 Bertuzzi 46:35 | Marcatori | 28:23 Fiddler |

### Semifinali di Conference

#### San Jose - Detroit
| Arbitri: | Paul Devorski Eric Furlatt |

|                                           |           |                                                    |
| Cleary 11:40 Franzen 24:45 Rafalski 42:57 | Marcatori | 09:05 40:50 Pavelski 10:01 Heatley 10:24 Setoguchi |

| Arbitri: | Dan O'Halloran Tim Peel |

|                                             |           |                                                 |
| Dacjuk 06:51 Holmström 13:17 Lidström 22:00 | Marcatori | 09:01 44:40 Pavelski 10:32 Clowe 52:37 Thornton |

| Arbitri: | Marc Joannette Dan O'Rourke |

|                                                            |           |                                               |
| Setoguchi 19:56 Thornton 46:42 Couture 53:17 Marleau 67:07 | Marcatori | 13:33 Holmström 18:37 Cleary 21:42 Zetterberg |

| Arbitri: | Chris Lee Bill McCreary |

|               |           |                                                                              |
| Heatley 39:11 | Marcatori | 05:40 Bertuzzi 07:50 10:43 11:16 57:33 Franzen 18:50 Filppula 23:05 Rafalski |

| Arbitri: | Dan O'Halloran Tim Peel |

|                |           |                              |
| Rafalski 22:40 | Marcatori | 24:54 Thornton 46:59 Marleau |

#### Chicago - Vancouver
| Arbitri: | Paul Devorski Eric Furlatt |

|                                                                         |           |            |
| Ehrhoff 13:51 Raymond 19:49 H. Sedin 20:32 Wellwood 30:59 Grabner 36:21 | Marcatori | 42:07 Kane |

| Arbitri: | Kelly Sutherland Stephen Walkom |

|                                |           |                                                      |
| Raymond 01:22 Samuelsson 05:02 | Marcatori | 07:40 Seabrook 46:49 Sharp 58:30 Versteeg 59:12 Kane |

| Arbitri: | Dan O'Halloran Tim Peel |

|                                                        |           |                            |
| Versteeg 05:19 Byfuglien 16:47 31:24 53:58 Hossa 47:45 | Marcatori | 29:07 Hansen 39:06 Burrows |

| Arbitri: | Marc Joannette Dan O'Rourke |

|                                                                                     |           |                                                          |
| Seabrook 00:18 Toews 09:23 20:27 35:22 Sharp 32:47 Kopecký 46:59 Dave Bolland 59:23 | Marcatori | 01:34 Wellwood 14:36 D. Sedin 38:16 Edler 54:37 H. Sedin |

| Arbitri: | Kevin Pollock Brad Watson |

|                                                |           |             |
| Ehrhoff 00:59 Bieksa 14:24 33:00 Burrows 59:15 | Marcatori | 12:51 Toews |

| Arbitri: | Bill McCreary Chris Lee |

|                                                                       |           |               |
| Brouwer 22:00 Versteeg 22:36 Bolland 39:15 Kane 48:17 Byfuglien 58:42 | Marcatori | 43:44 O'Brien |

### Finale di Conference

#### San Jose - Chicago
| Arbitri: | Paul Devorski Brad Watson |

|                             |           |              |
| Sharp 27:44 Byfuglien 53:15 | Marcatori | 11:19 Demers |

| Arbitri: | Stephen Walkom Kelly Sutherland |

|                                                      |           |                     |
| Ladd 12:48 Byfuglien 26:59 Toews 28:29 Brouwer 46:18 | Marcatori | 31:08 55:32 Marleau |

| Arbitri: | Paul Devorski Brad Watson |

|                     |           |                                           |
| Marleau 23:58 55:37 | Marcatori | 26:59 Sharp 53:05 Bolland 72:24 Byfuglien |

| Arbitri: | Dan O'Halloran Tim Peel |

|                             |           |                                                             |
| Couture 11:08 Marleau 27:35 | Marcatori | 33:35 Seabrook 38:38 Bolland 54:05 Byfuglien 59:18 Versteeg |

## Finale Stanley Cup
Grazie al maggior numero di punti conquistati dai Chicago Blackhawks (112) rispetto ai Philadelphia Flyers (88) nella stagione regolare, i primi hanno avuto il vantaggio casalingo durante la serie finale della Stanley Cup. Questa è stata la seconda serie di playoff tra le due squadre, la prima dal 1971 quando il Blackhawks sconfissero i Flyers nei quarti di finale della Stanley Cup. Prima della finale del 2010, entrambe le squadre hanno sempre perso nelle loro ultime cinque apparizioni in finale: Chicago nel 1962, 1965, 1971, 1973 e 1992; mentre Philadelphia nel 1976, 1980, 1985, 1987 e 1997.

## Statistiche

### Classifica marcatori
La seguente lista elenca i migliori marcatori al termine dei playoff.

| Giocatore          | Squadra             | PG | G  | A  | Pt | +/- | MP |
| ------------------ | ------------------- | -- | -- | -- | -- | --- | -- |
| Daniel Brière      | Philadelphia Flyers | 23 | 12 | 18 | 30 | +9  | 18 |
| Jonathan Toews     | Chicago Blackhawks  | 22 | 7  | 22 | 29 | -1  | 4  |
| Patrick Kane       | Chicago Blackhawks  | 22 | 10 | 18 | 28 | -2  | 6  |
| Mike Richards      | Philadelphia Flyers | 23 | 7  | 16 | 23 | -1  | 18 |
| Patrick Sharp      | Chicago Blackhawks  | 22 | 11 | 11 | 22 | +10 | 16 |
| Claude Giroux      | Philadelphia Flyers | 23 | 10 | 11 | 21 | +7  | 4  |
| Ville Leino        | Philadelphia Flyers | 19 | 7  | 14 | 21 | +10 | 6  |
| Michael Cammalleri | Montreal Canadiens  | 19 | 13 | 6  | 19 | -6  | 10 |
| Sidney Crosby      | Pittsburgh Penguins | 19 | 6  | 13 | 19 | +6  | 6  |
| Johan Franzén      | Detroit Red Wings   | 12 | 6  | 12 | 18 | +8  | 16 |

### Classifica portieri
Questa è una tabella che combina i cinque migliori portieri dei playoff per media di gol subiti a gara con i cinque migliori portieri per percentuale di parate, con almeno 420 minuti disputati. La tabella è ordinata per la media gol subiti, e i criteri di inclusione sono in grassetto.

| Giocatore        | Squadra             | PG | Min     | V  | S | OTS | TC  | GS | SO | Sv%  | MGS  |
| ---------------- | ------------------- | -- | ------- | -- | - | --- | --- | -- | -- | ---- | ---- |
| Michael Leighton | Philadelphia Flyers | 14 | 757:13  | 8  | 3 | 1   | 371 | 31 | 3  | .916 | 2.46 |
| Brian Boucher    | Philadelphia Flyers | 12 | 655:37  | 6  | 6 | 1   | 298 | 27 | 1  | .909 | 2.47 |
| Jaroslav Halák   | Montreal Canadiens  | 18 | 1013:24 | 9  | 9 | 1   | 562 | 43 | 0  | .923 | 2.55 |
| Evgenij Nabokov  | San Jose Sharks     | 15 | 889:51  | 8  | 7 | 2   | 407 | 38 | 1  | .907 | 2.56 |
| Tuukka Rask      | Boston Bruins       | 13 | 829:03  | 7  | 6 | 1   | 409 | 36 | 0  | .912 | 2.61 |
| Antti Niemi      | Chicago Blackhawks  | 22 | 1321:51 | 16 | 6 | 1   | 645 | 58 | 2  | .910 | 2.63 |
| Jimmy Howard     | Detroit Red Wings   | 12 | 720:26  | 5  | 7 | 1   | 387 | 33 | 1  | .915 | 2.75 |